# Kasteel Nijo

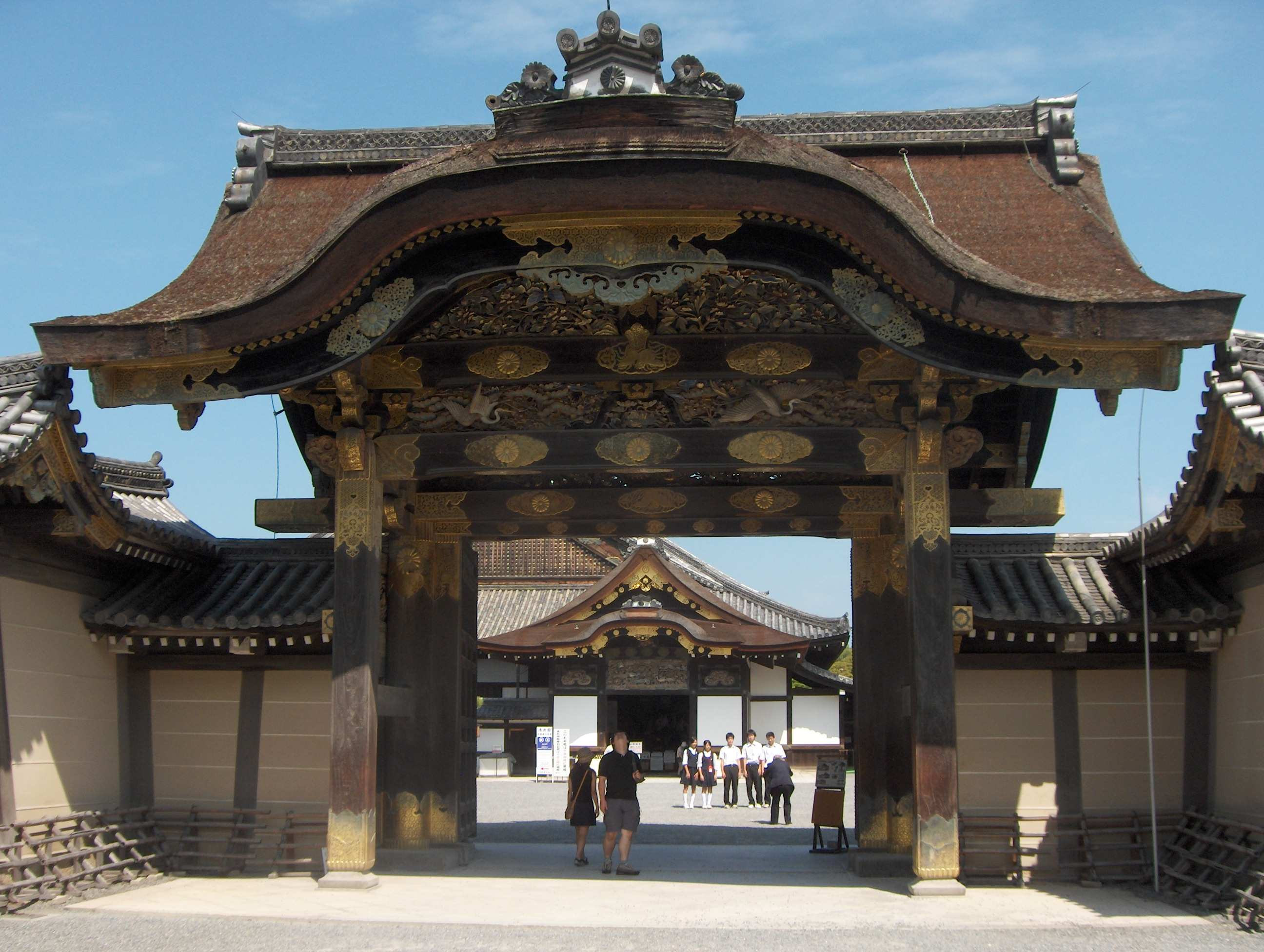
De karamon-poort van het kasteel.

Kasteel Nijō (二条城, Nijō-jō) is een kasteel gelegen in de wijk Nakagyō-ku in de Japanse stad Kyoto. Het kasteel bestaat uit twee ringen van verdedigingswerken, beide omgeven door een gracht. Er bevinden zich onder andere de ruïnes van het Honmaru-paleis, het Ninomaru-paleis, verschillende bijgebouwen, en tuinen. Het totale oppervlak beslaat 275.000 vierkante meter. Het kasteel is sinds 1994 met 13 andere monumenten erkend als werelderfgoed als deel van de Historische monumenten van oud-Kioto (Kioto, Uji en Otsu). Het behoorde tijdens de Edoperiode toe aan het Tokugawa-shogunaat.

## Geschiedenis

Huidige plattegrond van Kasteel Nijō.

In 1601 gaf Tokugawa Ieyasu alle landheren in West-Japan opdracht om bij te dragen aan de bouw van Kasteel Nijō. Het kasteel werd voltooid in 1626 tijdens de regeerperiode van Tokugawa Iemitsu. Enkele stukken van het kasteel behoorden oorspronkelijk toe aan Kasteel Fushimi-Momoyama. Deze werden in 1625-26 overgeplaatst naar Kasteel Nijō.
Het Tokugawa-shogunaat had zijn hoofdvestiging in Edo. Kasteel Nijō werd als uitvalsbasis gebruikt tijdens bezoekjes aan Kioto, waar de keizer met zijn familie woonde. Het Keizerlijk Paleis van Kioto ligt ten noordoosten van kasteel Nijo.
Het centrale gebouw, of donjon, brandde in 1750 af na een blikseminslag.
In 1788 werd het binnenpaleis verwoest door een brand. Pas in 1893 werd de nu lege plek opgevuld met een prinselijk vertrek dat oorspronkelijk bij het keizerlijk paleis hoorde.
In 1867 droeg Tokugawa Yoshinobu in Kasteel Nijo zijn macht over aan de keizer van Japan als onderdeel van de Meiji-restauratie. Het kasteel werd daarmee eigendom van de keizerlijke familie. In 1939 werd het paleis door de keizerlijke familie aan de stad Kioto geschonken en een jaar later opengesteld voor publiek. Tegenwoordig maakt het deel uit van de Historische monumenten van oud-Kioto en staat sinds 1994 op de Werelderfgoedlijst van UNESCO.

## Onderdelen

### Verdediging

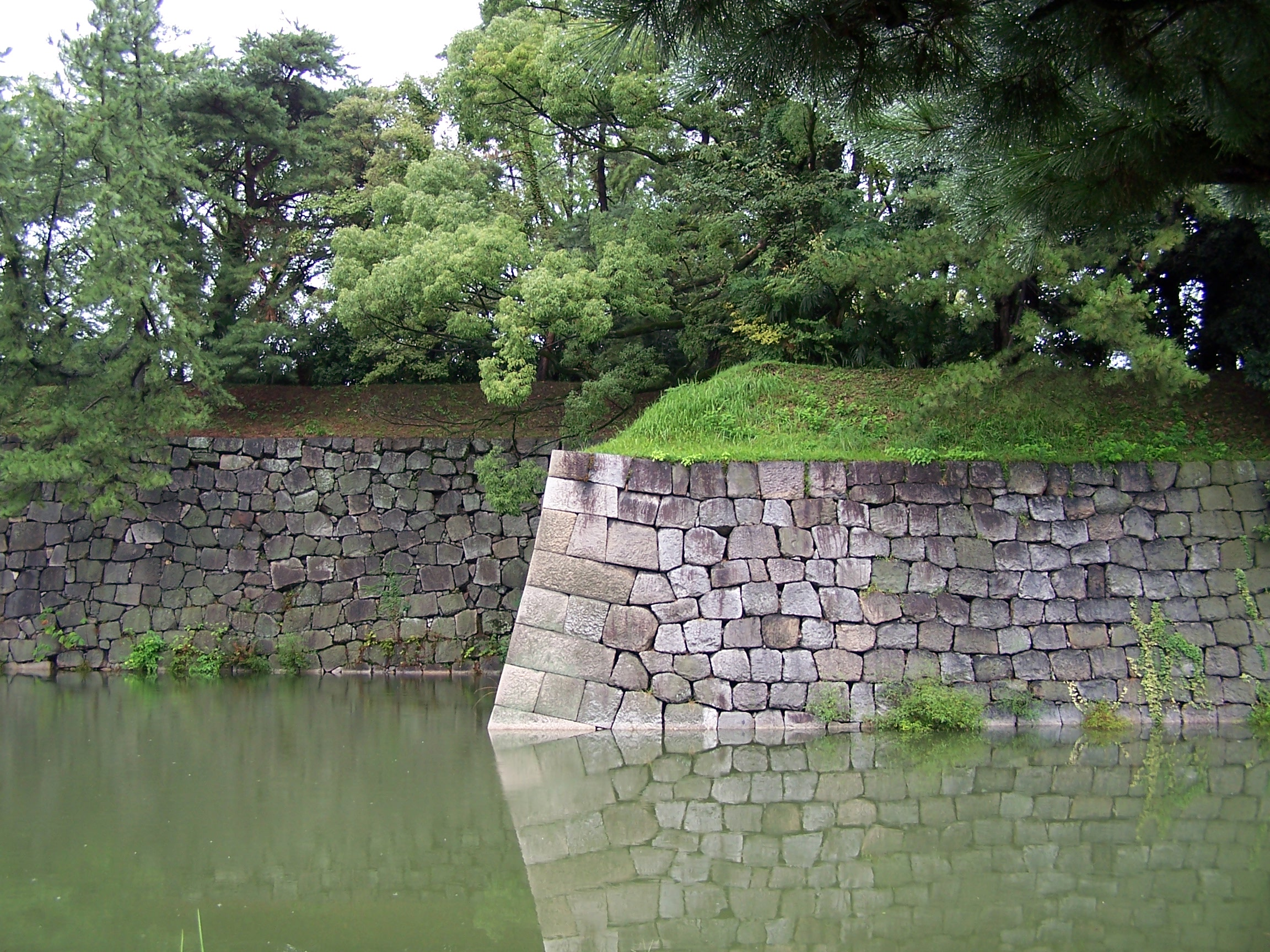
De binnenste muren van het kasteel.

Kasteel Nijō heeft twee verdedigingsringen, elk omgeven door een gracht en een muur. De buitenste muur heeft drie poorten, en de binnenste twee. Binnen de binnenste muren ligt het Honmaru-paleis met de bijbehorende tuin. In de buitenste ring liggen het Ninomaru-paleis, de keukens, de wachtershuisjes en enkele andere tuinen.

### Ninomaru-paleis

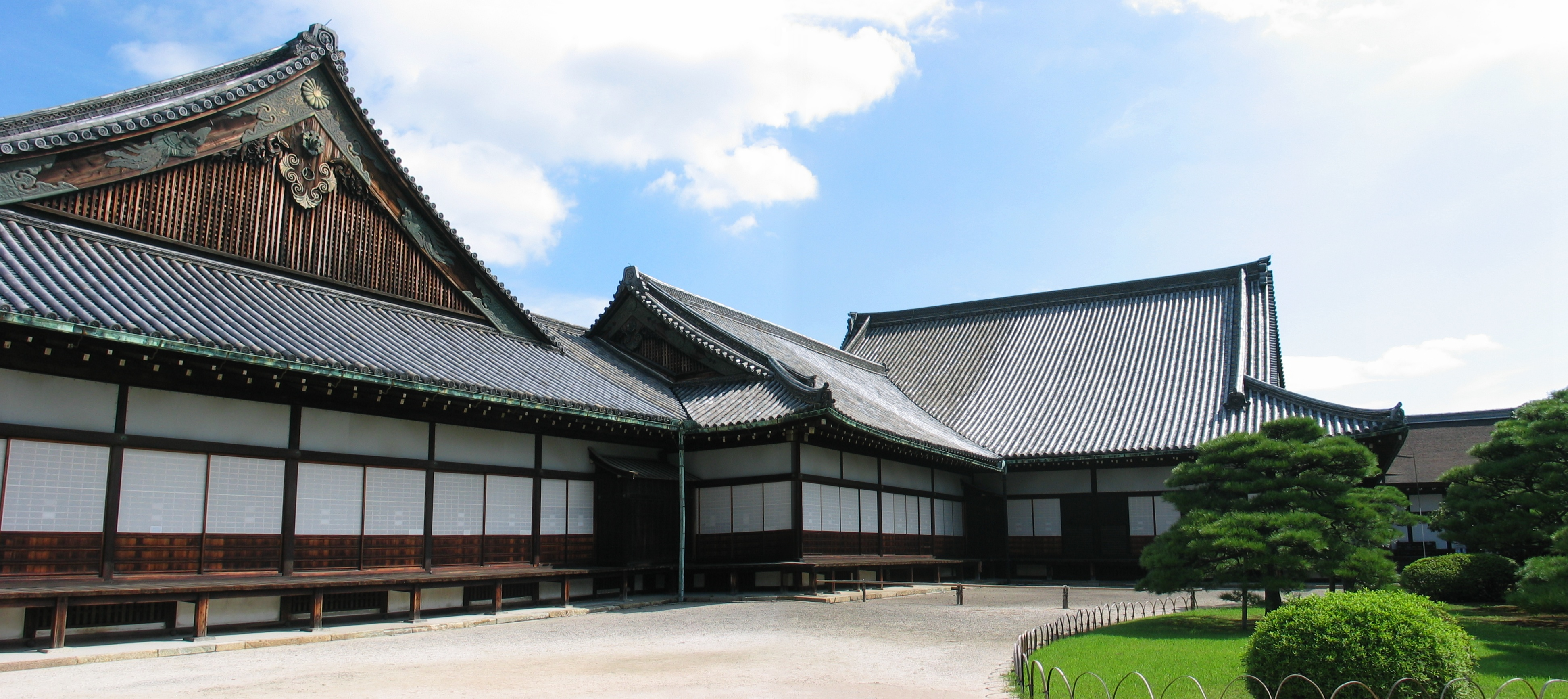
Ninomaru-paleis

Het Ninomaru-paleis (二の丸御殿, Ninomaru Gōten) bestaat uit vijf afzonderlijke gebouwen, met een totale oppervlakte van 3300 vierkante meter. De gebouwen zijn verbonden door gangen. Het gebouw is bijna geheel gemaakt van hout van de Chamaecyparis obtusa. Van buiten is het paleis gedecoreerd met houtsnijwerk en gouden afbeeldingen, die vooral tot doel hadden om bezoekers te overtuigen van de macht en rijkdom van de shogun. De schuifdeuren en muren van de kamers zijn beschilderd door kunstenaars van de Kanō-school.
Het kasteel kent aparte vertrekken voor het ontvangen van bezoek. Bezoekers van lage rang werden ontvangen in de buitenste gebouwen, terwijl bezoekers met een hoge rang ook de binnenste vertrekken mochten zien. Het gebouw bevat verder verschillende woonruimten en kantoorruimten van de Shogun zelf. Een kenmerk zijn de zogenaamde “nachtegaalvloeren” in de gangen; deze zijn zo gemaakt dat eroverheen lopen een geluid produceert dat doet denken aan het tjilpen van een vogel. Zo werd voorkomen dat indringers onopgemerkt naar binnen konden sluipen.
Enkele van de kamers bevatten speciale deuren waarlangs de wachters van de Shogun snel de kamer konden betreden.

### Honmaru-paleis

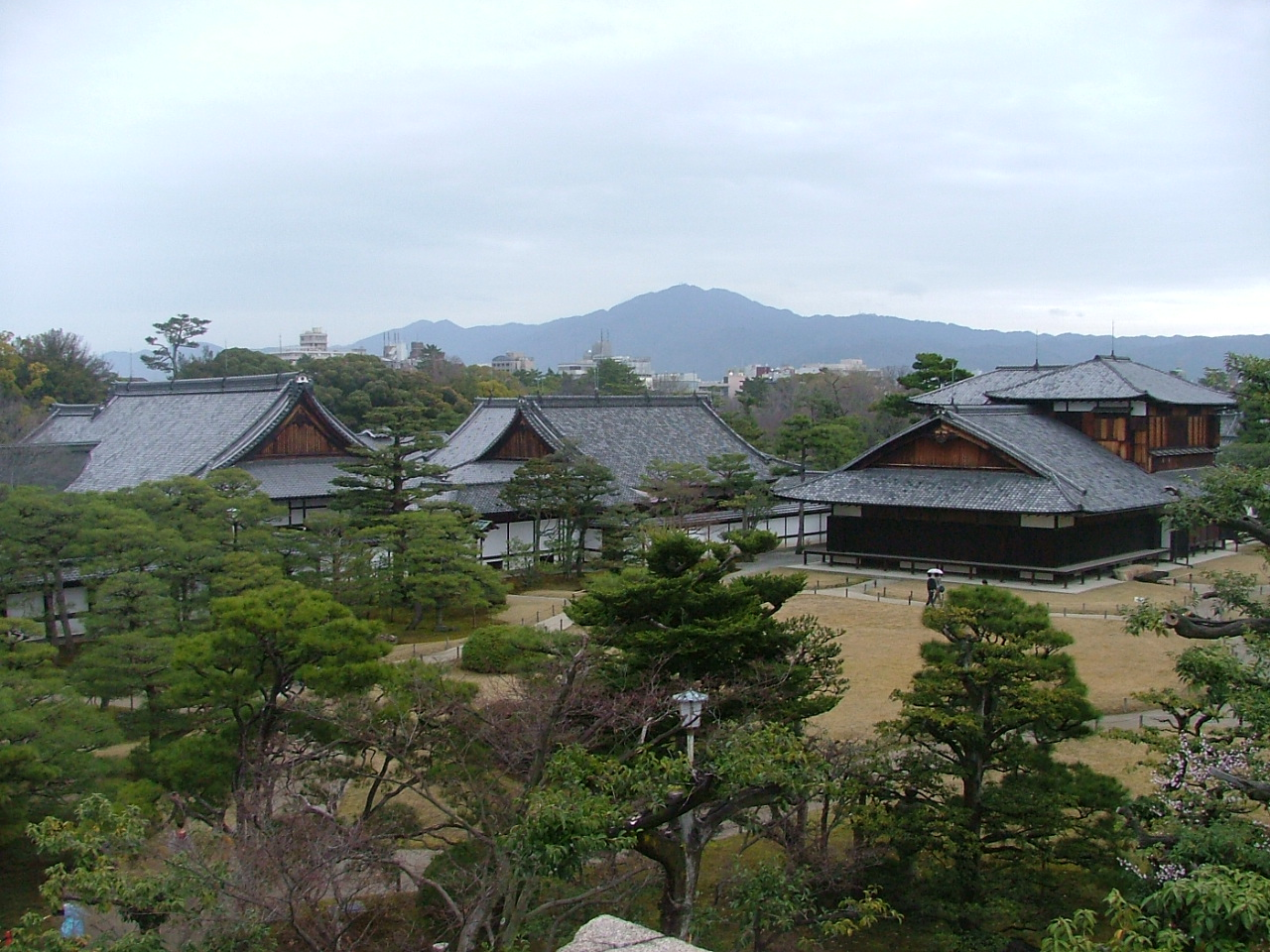
Het Honmaru-paleis

Het Honmaru-paleis (本丸御殿, Honmaru Goten) is een gebouw met een oppervlakte van 1600 vierkante meter. Het gebouw kent vier vertrekken: woonruimte, receptie en entertainment, keukens, en een toegangshal. De architectuur van het paleis is gelijk aan die uit de late Edoperiode. Het paleis bevat schilderingen van beroemde Japanse schilders, zoals Kanō Eigaku.
Het Honmaru-paleis was oorspronkelijk gelijk aan het Ninomaru-paleis. Het gebouw stond eerst bekend als het Katsuar-paleis, voordat het in 1893 werd verplaatst naar zijn huidige locatie.

### Tuinen

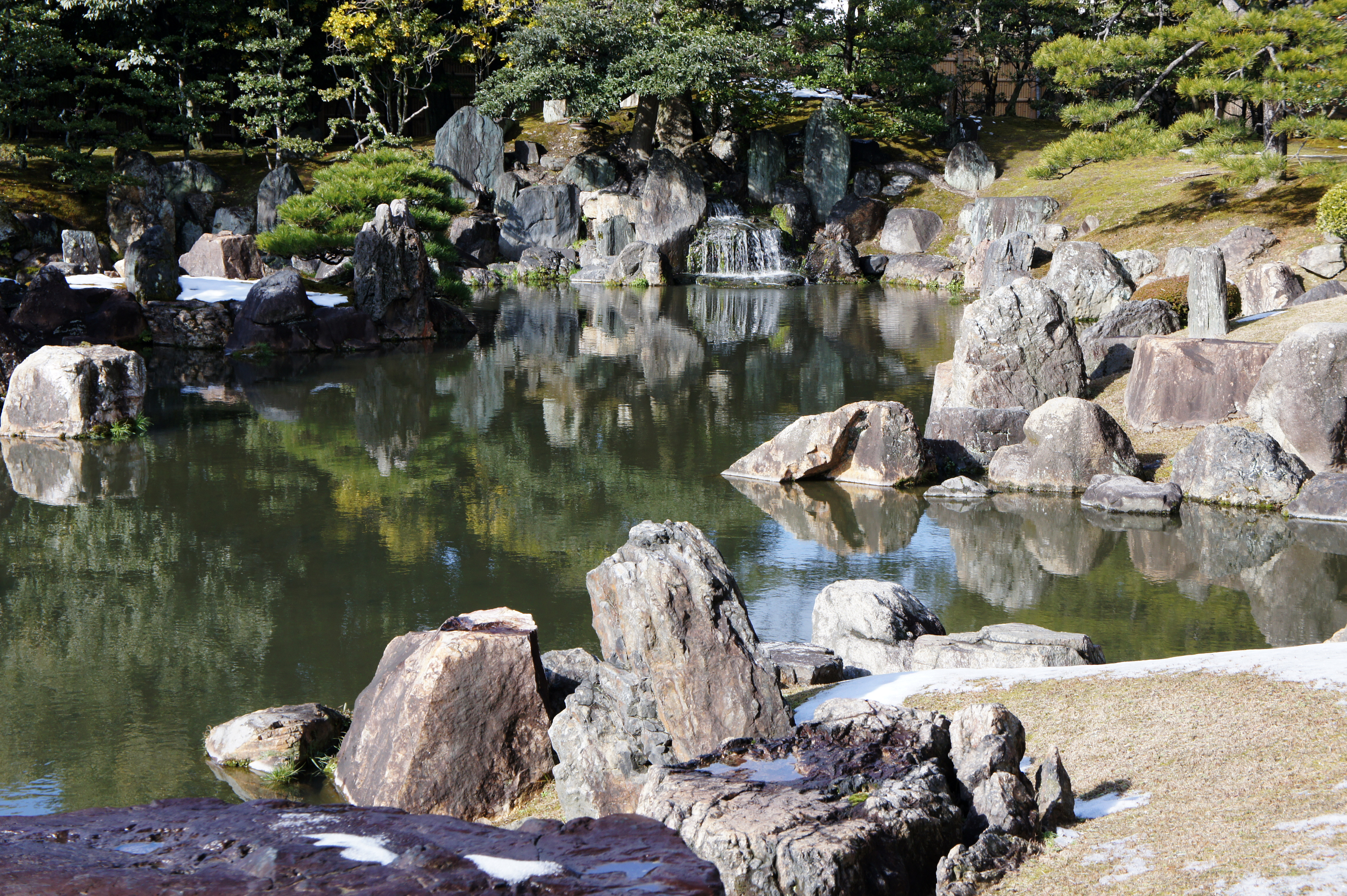
De vijver van de Ninomarutuin

Kasteel Nijo heeft tuinen met onder andere Sakura en Umebomen. De tuin van het Ninomaru-paleis werd ontworpen door landschapsarchitect en theemeester Kobori Enshu. Deze tuin heeft een vijver met drie eilandjes.
De Seiryū-en tuin is de laatste aanwinst. Deze werd in 1965 aangelegd. Er staan twee theehuizen.